# Motýlek (román)
Motýlek (fr. orig. Papillon) je autobiografický román francouzského spisovatele Henriho Charrière z roku 1969. Příběh vypráví o touze po svobodě mladíka, kterému říkají Motýlek a který byl na doživotí odsouzen na nucené práce za vraždu, kterou nespáchal. Román poprvé vyšel česky v roce 1971. V roce 1973 byl na motivy tohoto románu natočen stejnojmenný americký film.

## Obsah
Pětadvacetiletý Henri z francouzského kraje Ardèche, kterému v pařížském podsvětí říkají „Motýlek“, byl krutým státním prokurátorem odsouzen za vraždu, kterou nespáchal, na doživotní nucené práce ve Francouzské Guyaně. Při nejbližší příležitosti se chystá utéci a vrátit se do Paříže, kde se chce pomstít prokurátorovi, vesničanům z poroty (ty nakonec z plánu vynechá), která ho odsoudila, a pařížské policii.
Byl odvezen s dalšími nebezpečnými trestanci na Ostrovy spásy, kde byl vězněn i slavný Alfred Dreyfus.
Díky kamarádům je načas umístěn v nemocnici a využívá šanci k útěku. Spolu s Clousiotem a mladým chlapcem Maturettem se vydávají na moře. Doplují až na Trinidad, ale anglické úřady jim povolují pouze čtrnáctidenní pobyt na zotavenou, poté se musí znovu vydat na cestu spolu s dalšími třemi uprchlíky.
Chtějí dojet až do Britského Hondurasu, který nevydává uprchlé trestance, ale zbylí tři utečenci s tím nesouhlasí a chtějí vysadit v Kolumbii. Naneštěstí chytí všechny a vsadí do vězení v Rio Hacha, avšak Motýlek dokáže opět uprchnout, dostane se do indiánské vesnice na ostrově La Guajira, kde žije skoro tři čtvrtě roku a stihne se oženit s indiánskými sestrami Lali a Zoraimou, poté odchází, neboť stále myslí na svou pomstu. Při cestě mu pomáhají jeptišky, ale za svou důvěru k nim je náležitě potrestán, schová si u nich perly a hamižná abatyše uprchlíka nahlásí místní policii, která jej opět přiveze do Riohacha, kde se opět střetává se svými druhy. Ani na malou chvíli nepřestává myslet na svobodu, několikrát se pokusí o útěk, leč marně.
Motýlek je deportován zpět na Guyanu a za útěk odsouzen ke dvěma letům v káznici na ostrově Svatý Josef, díky pomoci kamarádů, kteří mu tam posílají kokosové ořechy a cigarety, dokáže ticho a osamocení trestnice překonat.
Sotva se dostane na svobodu a znovu uprchne, za další útěk dostal 8 let káznice, ale díky odvaze při záchraně důstojníkovy dcery před žraloky je propuštěn po 19 měsících.
Je přesunut na ostrov Ďábel (Île du Diable), odkud uprchne na kokosovém voru. Najde si nové přátele mezi čínskými trestanci a společně s jedním kamarádem odpluje do Anglické Guyany, kde je však těžká obživa, a proto opět prchá do Venezuely, ve které je ze začátku považován za zločince, ale po několika letech dobrého chování je uznán za právoplatného občana a Venezuela se pro něj stává novou vlastí.

## Pochybnosti o pravdivosti románu
Už za Charrièrova života byla autenticita Motýlka předmětem pochybností. Zdá se, že do svého vlastního příběhu zapojil Charriére také historky svých spoluvězňů, z velké části smyšlené. V roce 2005 se dokonce přihlásil jakýsi Charles Brunier, Charrièrův spoluvězeň, který tvrdil, že skutečným Motýlkem je on, čemuž nasvědčují mnohé okolnosti včetně tetování motýla (které měl ovšem Charrière také). Zřejmě je Motýlek přes svou velkou působivost a oblibu jen volným a literárně silně upraveným zpracováním autorova života a ne jeho přesným záznamem.